# Hyposmocoma thoracella
Hyposmocoma thoracella là một loài bướm đêm thuộc họ Cosmopterigidae. Nó là loài đặc hữu của Lanai.